# トイ・ムンチキン
トイ・ムンチキン（英語: Toy Munchkin）とは、アメリカ合衆国原産の愛玩用の犬種である。犬種学者から批判されているため、公認犬種になることはなくなったが、サイズはチワワやプラシュスキー・クリザジークを抜いて世界最小である。
なお、英字スペルが同じである猫種のマンチカンとは全く関連がない。

## 歴史
まだ新しい犬種で、チワワとポメラニアンを交配させたものをもとに作出された。はじめはほかの愛玩用の交雑種と同じく無名であったが、アメリカ国内で放送されたホームドラマに出演したことにより知名度と人気が上昇し、ほかの犬種を押しぬかし人気犬種になった。それにより、トイ・ムンチキンの犬種クラブも結成された。
しかし、トイ・ムンチキンのブリーダーははじめは2人しか存在せず、販売されている仔犬は全て避妊・去勢手術を施されていたため、犬種学者に批判されて公認犬種になることはなくなった。
批判の理由として、まず幼い仔犬に避妊・去勢手術を行うのは良くないという事があげられる。仔犬はまだ体力がないため、麻酔による手術の後の生存率が低く、後遺症も残りやすい。ましてこの犬種は超小型のため、成犬ですら麻酔に耐えられるかどうかという心配もされている。
もうひとつの理由は、上記のように非常に少ない人数で繁殖がされており、それを手術してほかの人には繁殖ができないようにしているため、単に交雑犬種のブームの波に乗って利潤のみを追求している用にも見て取れるという点にある。繁殖にかかわっている人数が少ないために近親交配が黙認されている可能性があり、需要と供給が追いつかないために遺伝的疾患を持った犬を売る危険性も高いため、もっと多くのブリーダーが必要であると指摘されている。
もちろんトイ・ムンチキンの支持者はこれに真っ向から反対し、現在ブリーダーの数を数十人にまで増やして更に犬種の改良に努めていると発表している。これは事実のようで、近年はあまりトイ・ムンチキンの登録頭数（非公認犬種や交雑犬も含めた調査）が伸びていない。それは現在需要よりも改良に力を注いでいて、犬種の質の向上を目指すためにブリーディングストックの数を増やしたからであると言われている。

## 特徴
目はチワワのように大きく円らで、顔は丸い。毛色に制限は無く、コートはポメラニアンのように密度が高いロングコートだが、ライオン・クリップを施してタテガミと尾の先を残して剃られる。小さな立ち耳、垂れ尾で脚がやや短く細い。
成長しても体高は10～15cm足らず、体重はわずか900g～2kgと極端に小さい超小型犬種である。
ちなみに、公認犬種のうち最も小さい犬種であるチワワは体高15～23cm、体重2～2.7kgで、それよりも小さい犬種であるプラシュスキー・クリザジークは体高19～23cm、体重1～3kgである。　 
華奢な体つきのため骨折の心配がある。運動は一日30分あれば足りてしまうが、遊ぶ事が大好きなのでボールやミニフリスビーを投げて遊んであげるととても喜ぶ。性格は陽気だが、来客などに怖がって唸り声を揚げることもあるという。

## 参考
『デズモンド・モリスの犬種事典』（誠文堂新光社）デズモンド・モリス著書、福山英也、大木卓訳 誠文堂新光社、2007年